# Per Simonsson
Per Kristian Simonsson, född 6 april 1975 i Dalstorp, är en svensk regissör och manusförfattare.
Per Simonsson är upphovsman till Selmas saga och Tjuvarnas jul, julkalendrar i Sveriges Television 2016 respektive 2011, som han regisserade och skrev tillsammans med Stefan Roos. Duon Simonsson/Roos ligger även bakom långfilmen Tjuvarnas jul – Trollkarlens dotter, som gick på biograferna vintern 2014. Simonsson har skrivit och regisserat flera TV-serier för SVT och TV4, till exempel Jonson och Pipen och Riddaren av Pelargonien. Han arbetar även med filmklippning och datorgrafik.[källa behövs]

## Filmografi (i urval)

### Manus
- 2011 – Tjuvarnas jul (Sveriges Televisions julkalender 2011)
- 2014 – Tjuvarnas jul – Trollkarlens dotter
- 2016 – Selmas saga (Sveriges Televisions julkalender 2016)
- 2019 – Ture Sventon och Bermudatriangelns hemlighet
- 2024 – Sommartider – Filmen om Gyllene Tider

### Regi
- 2011 – Tjuvarnas jul (Sveriges Televisions julkalender 2011)
- 2014 – Tjuvarnas jul – Trollkarlens dotter
- 2016 – Selmas saga (Sveriges Televisions julkalender 2016)
- 2019 – Ture Sventon och Bermudatriangelns hemlighet
- 2024 – Sommartider – Filmen om Gyllene Tider